# Орден Монтегаудио

Герб ордена

Орден Монтегаудио (Orden de Montjoie/Orden de Monte Gaudio либо Orden de Trufac) — католический орден, основанный в 1172 году рыцарем Ордена Сантьяго, графом Родриго Альваресом в Арагонском королевстве, а затем в Ашкелоне. Своё название орден взял по названию холма, с которого первые крестоносцы впервые увидели Иерусалим — Монте-Гаудио (гора радости). Позже на холме возникла одноимённая крепость, штаб-квартира ордена.
В 1180 году папа римский Александр III своей буллой признал орден. Хотя правила ордена были похожи на цистерианцев, тем не менее, это был чисто испанский орден. На гербах рыцарей был изображён красно-белый крест.
В 1187 году некоторые члены ордена приняли участие в битве при Хаттине, все они погибли. Оставшиеся в живых рыцари бежали в Арагон, где в 1188 году они приняли имя Ордена госпиталя Святого Искупителя (Orden de Trufac) в Теруэле. Король Арагона Альфонсо II поручил ордену защиту юга Арагона. Спустя несколько лет, в 1196 году члены ордена Монтегаудио объединились с Орденом тамплиеров, так как им не удалось привлечь в свой орден новых рыцарей. Некоторые рыцари перешли в Орден Калатравы.